# Rocher d'escalade de la Sordière
 (août 2012).
Les rochers d'escalade de la Sordière sont un site d'escalade à Doizieux dans le département de la Loire, à l’intérieur du parc naturel régional du Pilat.

## Historique
Le site d’escalade de Doizieux est reconnu et documenté depuis 1936. À cette époque, Front populaire et congés payés aidant, un groupe de grimpeurs lyonnais arrive et installe les premiers pitons. Puis le site reste en dormance jusqu'après la Seconde Guerre mondiale. Les grimpeurs stéphanois lui préférent le site de la Roche Corbière, plus facilement accessible depuis Saint-Étienne. Les rochers de Doizieux servent en quelque sorte de solution de repli pour les amoureux de nature, de calme et de solitude.
Vers la fin des années soixante, la civilisation des loisirs aidant, la fréquentation augmente quelque peu et on voit quelques groupes de grimpeurs, membres du CAF pour la plupart, faire excursion vers ce versant caché du parc naturel régional du Pilat.
C'est en 1984 qu'une impulsion nouvelle est donnée. Des grimpeurs "cafistes" de Lyon, Lionel Rual, Frédéric Gasbarian, Christian Pillon et surtout Jean André Simon entreprennent, dans un premier temps, la consolidation des équipements existants et par la suite la création de voies nouvelles. Le premier topo-guide est édité en 1984, grâce à la sollicitude de la Fédération Française de Spéléologie qui met à la disposition des jeunes entrepreneurs ses moyens informatiques.
En 1989, de retour du Congrès National des Maires de France, Monsieur Henri Julien, le Maire de l'époque, confie que le stade de football de Doizieux avait coûté une fortune, mais que l'école d'escalade n'avait pas exigé un Franc à ses administrés. Cependant, c'est pour ses rochers école que Doizieux est connue dans le pays tout-entier. Aucun secret : la vente des topos-guides permet aux sociétaires des "Amis de la Roche" de financer sur fonds propres les équipements mis en place pour le bénéfice de très nombreux grimpeurs.
Des contestations s'élèvent, notamment de la part de M.Bouley, de la section écologique du CAF de St-Etienne. Il est inacceptable pour ces gens de voir des Lyonnais s'ingérer dans les affaires ligériennes... Il y a trois éditions successives augmentées à chaque parution du topo-guide.
Les acteurs de l’équipement du site poursuivent néanmoins leur travail, associant aux décisions les propriétaires forestiers, les sapeurs-pompiers et l'administration du Parc du Pilat. Ainsi, c'est à Doizieux que germe l'idée de créer un groupement spécialement entraîné pour le secours en milieux périlleux. L'Adjudant Moine, pompier professionnel à Lyon, et Jean André Simon en discutent avec le capitaine dirigeant la compagnie du VIe arrondissement. C'est l'acte de naissance des GRIMP : Groupements Rapides d'Intervention en Milieu périlleux. Des relations sont nouées avec les centres anti-poison, face aux risques liés aux reptiles. Des survols en hélicoptère sont organisés. Les pompiers volontaires de Doizieux sont alors dotés de matériel approprié et reçoivent des formations spécifiques.
A l'aube des années 90, les rochers de la Sordière proposent déjà 180 voies d'escalade. Du plus simple à l'initiation au 7e degré, ce site est aménagé avec les moyens du bord et dans un esprit de simplicité et d'accessibilité, comme les premières marches de l'échelle. Mais les normes nationales de sécurité augmentent et changent sans cesse. Il n'est plus question de laisser des grimpeurs débutants se blesser ou courir des risques inutiles. Puis, une série d'accidents regrettables vont mettre un terme à l'action des Amis de la Roche !
Peu à peu, les acteurs des équipements du site se retirent et le site est repris par de jeunes grimpeurs de la section CAF de St-Etienne.

## Pratique contemporaine
Le site a été rééquipé en 2007 grâce à la municipalité de Doizieux.